# Antonio Profumo
Antonio Profumo (Genova, 10 settembre 1788 – Genova, 20 ottobre 1852) è stato un politico e un commerciante italiano, sindaco di Genova e senatore del Regno di Sardegna.

## Biografia
Appartenente ad una famiglia nobile di Genova, si dedicò per molto tempo al commercio.
Nel 1840 diventò giudice del tribunale di commercio di Genova del quale venne eletto presidente per un biennio nel 1843, anno in cui divenne barone. Portò importanti riforme e abbatté la giacenza di cause portando beneficio non solo ai singoli commercianti ma anche alle casse dello Stato.
Quindi rieletto presidente, lo fu anche dal 1845 al 1846 e nel 1847 venne riconfermato per la terza volta straordinariamente con la necessaria modifica del Codice di commercio. Il 19 dicembre 1849, anno in cui fu eletto sindaco della città di Genova fino al 1851, venne nominato senatore del Regno di Sardegna.
Fu anche membro e Presidente della Camera di commercio di Genova e Presidente della Commissione amministratrice del Monte di pietà della stessa città.